# Arminghall
Arminghall är en by i civil parish Caistor St Edmund and Bixley, i distriktet South Norfolk, i grevskapet Norfolk i England. Byn är belägen 5 km från Norwich. Arminghall var en civil parish fram till 1935 när blev den en del av Bixley. Civil parish hade 108 invånare år 1931. Byn nämndes i Domedagsboken (Domesday Book) år 1086, och kallades då Hameringahala.